# Cantone di Olette
Il Cantone di Olette era una divisione amministrativa dell'arrondissement di Prades.
È stato soppresso a seguito della riforma complessiva dei cantoni del 2014, che è entrata in vigore con le elezioni dipartimentali del 2015.
Comprendeva i comuni di:
- Ayguatébia-Talau
- Canaveilles
- Escaro
- Jujols
- Mantet
- Nyer
- Olette
- Oreilla
- Py
- Railleu
- Sahorre
- Sansa
- Serdinya
- Souanyas
- Thuès-Entre-Valls